# Bryconaethiops
Bryconaethiops és un gènere de peixos pertanyent a la família dels alèstids.

## Distribució geogràfica
Es troba a Àfrica.

## Taxonomia
- Bryconaethiops boulengeri (Pellegrin, 1900)[3]
- Bryconaethiops macrops (Boulenger, 1920)[4]
- Bryconaethiops microstoma (Günther, 1873)
- Bryconaethiops quinquesquamae (Teugels & Thys van den Audenaerde, 1990)
- Bryconaethiops yseuxi (Boulenger, 1899)[5][6][7][8][9][10][11]